# Hans Maldonado
Carlos Hans Maldonado (Esmeraldas, Provincia de Esmeraldas, Ecuador, 25 de julio de 1957 - 1 de julio de 1999) fue un futbolista ecuatoriano.

## Trayectoria
Inició su carrera como futbolista en Club Deportivo El Nacional en donde estuvo sus mayores logros deportivos, al coronarse campeón de la Serie A de Ecuador en los años 1982, 1983, 1984 y 1986. Posteriormente tuvo un paso por el Macará de Ambato y luego en el Barcelona de Guayaquil, con este último fue subcampeón de la Copa Libertadores 1990, tras perder la final con Olimpia de Paraguay.

## Selección nacional
Fue internacional con la Selección de fútbol de Ecuador.
Participaciones en Copa América
- Copa América 1983.

## Clubes
| Club        | País    | Año       |
| ----------- | ------- | --------- |
| El Nacional | Ecuador | 1979      |
| Macará      | Ecuador | 1980      |
| El Nacional | Ecuador | 1981-1989 |
| Barcelona   | Ecuador | 1990      |

## Palmarés

### Campeonatos nacionales
| Título                 | Club        | País    | Año  |
| ---------------------- | ----------- | ------- | ---- |
| Campeonato Ecuatoriano | El Nacional | Ecuador | 1982 |
| Campeonato Ecuatoriano | El Nacional | Ecuador | 1983 |
| Campeonato Ecuatoriano | El Nacional | Ecuador | 1984 |
| Campeonato Ecuatoriano | El Nacional | Ecuador | 1986 |